# Er-chaj
Er-chaj (čínsky: 洱海; pinyin: Ěrhǎi) je jezero v čínské provincii Jün-nan. Nachází se v pohoří Cchang-šan nedaleko města Ta-li v nadmořské výšce 1972 m. Dosahuje délky 40 km a maximální šířky 8 km a s rozlohou 250 km² je sedmým největším sladkovodním jezerem v Číně. Nejvyšší hloubka činí 11 metrů. Z jezera vytéká řeka Jang-pi, která je přítokem Mekongu.
Na jeho březích žijí domorodí Pajové, známí svojí technikou rybolovu pomocí cvičených kormoránů. V jezeře se vyskytují endemické druhy ryb, např. kapr vousatý, kapr mekongský nebo parmička dalinská, které jsou ohroženy vyhynutím. V období království Nan-čao se zde nacházela jelení obora.
Díky zachované přírodě je okolí jezera oblíbenou turistickou destinací a stěhují se sem za inspirací také čínští umělci. Na pobřeží se nachází velký park, je možno podniknout vyhlídkové plavby, např. na ostrov s velkou sochou bohyně Kuan-jin.